# La Beauté mystérieuse
La Beauté mystérieuse (Neznámá kráska) est un film tchécoslovaque réalisé par Přemysl Pražský, sorti en 1922. 

## Fiche technique
- Titre : La Beauté mystérieuse
- Titre original : Neznámá kráska
- Réalisation : Přemysl Pražský
- Directeurs de la photographie :  Otto Lunák
- Pays d'origine :  Tchécoslovaquie
- Lieu de tournage : Brno
- Société de production : Lloydfilm
- Format : Noir et blanc - Muet
- Dates de sortie : 
  -  Tchécoslovaquie : 1922

## Distribution
- Vladimír Marek : Jaroslav Smola
- Vera Skalská : Milada Smolová
- Oldrich Nový : Petr Stamati
- Jan Purkrábek : Ferdinand Veselý
- Katy Fibingerová : Ludmila Veselá
- Heda Marková : Mána Vacková
- Josef Zídek : Theodor Straka
- Vlasta Bubelová : la femme de Theodor Straka
- Premysl Prazský